# Jacqueline Moudeina
Jacqueline Moudeina (* 17. April 1957 in Koumra, Tschad) ist eine tschadische Rechtsanwältin und Menschenrechtsaktivistin.

## Leben

### Ausbildung und Exil in der Republik Kongo
Jacqueline Moudeina stammt aus der Region Mandoul im Süden des Tschads und wuchs als Waisenkind auf. Ihr Vater, ein bekannter Arzt, starb wenige Wochen nach ihrer Geburt an einer Vergiftung, nachdem er sich zuvor geweigert hatte, für die französische Kolonialregierung in dem afrikanischen Land zu arbeiten. In der Hauptstadt N’Djamena legte sie ihr Abitur ab. 1979 immatrikulierte sie sich an der Universität des Tschad, um Englisch zu studieren. Der einsetzende tschadische Bürgerkrieg und die anschließende Schreckensherrschaft des Diktators Hissène Habré zwangen Jacqueline Moudeina und ihren Mann jedoch dazu, das Land zu verlassen. Zwischen 1982 und 1995 lebte sie im Exil in Brazzaville (Republik Kongo), wo sie ein Studium der Rechtswissenschaften absolvierte. 1993 schloss sie sich der kongolesischen Sektion der kurz zuvor im Tschad gegründeten Menschenrechtsorganisation ATPDH (Tschadische Vereinigung für die Förderung und Verteidigung der Menschenrechte) an.

### Anwältin für die Opfer der Habré-Diktatur
Nach der Rückkehr in ihr Heimatland begann sie als eine der ersten Frauen im Tschad als Rechtsreferendarin sowie als Rechtsbeauftragte für das tschadische Büro der ATPDH in N’Djamena zu arbeiten. Sie setzt sich seitdem vor allem für die Rechte von Frauen, Kindern und benachteiligten Bevölkerungsgruppen ein und kämpft gegen die Ignoranz der Regierung und gegen Straffreiheit für Menschenrechtsverletzungen.
Seit 2000 ist sie Anwältin der Opfer des Habré-Regimes. Eine nach seiner Amtszeit eingesetzte Untersuchungskommission beschuldigt Hissène Habré, für ungefähr 40.000 politisch motivierte Morde verantwortlich zu sein. Er ordnete unter anderem die massenhafte Tötung von Angehörigen der Sara (1984), der Hadjerai (1987) und der Zaghawa (1989) an. 1990 floh er in den Senegal, wo er zeitweise ein Leben im Luxus führte. Im Jahr 2000 reichte Jacqueline Moudeina im Senegal Klage gegen Habré ein; gleichzeitig erstattete sie vor tschadischen Gerichten Anzeige gegen seine Sicherheitsbeamten. Der Oberste Gerichtshof Senegals wies die Klage mit der Begründung ab, nicht zuständig zu sein. Jacqueline Modeina und die von ihr vertretenen Opfer versuchten daraufhin, Habré vor ein Gericht in Belgien zu bringen, damit er sich dort – auf der Grundlage des Weltrechtsprinzips – für seine Taten verantwortet. Sie erreichte, dass sich ein belgischer Ermittlungsrichter des Falles annahm, im Tschad ehemalige Gefolgsleute Habrés befragte, Massengräber und Internierungslager inspizierte und Archivmaterial zu den Akten nahm. Er klagte Habré der Verbrechen gegen die Menschlichkeit, der Kriegsverbrechen und des Völkermordes an und erließ einen internationalen Haftbefehl gegen ihn. Belgien beantragte die Auslieferung Habrés aus dem Senegal. Die Afrikanische Union verlangte indes, dass Habré der Prozess im Senegal gemacht werde, da kein afrikanisches Staatsoberhaupt außerhalb Afrikas verurteilt werden solle. Der Senegal verschleppte zunächst den Prozessbeginn und erklärte 2011, dass kein Gerichtsverfahren gegen Habré eröffnet werde. Jacqueline Moudeina setzte sich erneut dafür ein, dass ihm in Belgien der Prozess gemacht wird. Der Tschad beantragte im Juli 2011 offiziell die Auslieferung Habrés, die der Senegal ablehnte. Ab dem 2. Juli 2013 musste sich Habré wegen Kriegsverbrechen, Folter und Verbrechen gegen die Menschlichkeit vor einem Sondergericht in Dakar („Chambres Africaines Extraordinaires“) verantworten. Am 30. Mai 2016 wurde Habré wegen Vergewaltigung, sexueller Sklaverei und angeordneten illegalen Tötungen während seiner Regierungszeit zu einer lebenslangen Freiheitsstrafe verurteilt.

### Weitere ATPDH-Projekte
Im Jahr 2004 wurde Jacqueline Moudeina zur Vorsitzenden der ATPDH gewählt. Die Organisation bietet Seminare und Fortbildungen für Kinder an und betreibt AIDS-Aufklärung. Einen Schwerpunkt der Arbeit stellt der Einsatz gegen Kindersklaverei dar. Aufgrund von Armut und schlechter Bildung verkaufen viele Landwirte im Tschad ihre Kinder für umgerechnet 10 US-Dollar an Viehhalter, die billige Arbeitskräfte zum Hüten ihrer Herden benötigen. Teilweise werden die Kinder auch ohne Einwilligung ihrer Eltern entführt. Wenn die Kinder ihre Arbeit nicht zur Zufriedenheit der Viehhalter ausführen, werden sie geschlagen und teilweise sogar ermordet. Diese Praxis soll durch die Schaffung von „Wachsamkeitskreisen“, aber auch durch eine finanzielle Unterstützung der Farmer beendet werden.
Daneben setzt sich Jacqueline Moudeina dafür ein, dass in Zusammenhang mit einem Pipeline-Projekt zwischen den tschadischen Erdölfeldern bei Doba und der Hafenstadt Kribi in Kamerun die Menschenrechte beachtet werden. Für Umweltzerstörungen fordert sie angemessenen Schadenersatz.

### Gewalt und Morddrohungen gegen Moudeina
Jacqueline Moudeinas Arbeit ist im Tschad großem Widerstand ausgesetzt. Am 11. Juni 2001 wurde sie bei einer friedlichen Demonstration gegen Wahlmanipulationen in N’Djamena von einer Handgranate getroffen, die ihr ein Soldat vor die Füße geworfen hatte. Sie erlitt schwere Verletzungen, die einen 15 Monate langen Krankenhaus- und Rehabilitationsaufenthalt in Frankreich notwendig machten; einige Splitter der Granate befinden sich noch immer in ihrem Bein und behindern sie beim Gehen. Obwohl ihr geraten wurde, in Frankreich zu bleiben, kehrte sie in ihr Heimatland zurück. Kurz vor Weihnachten 2003 brachen Unbekannte in ihr Büro ein und durchsuchten es. 2005 erhielt sie im Rahmen des Programms „Scholars at Risk“ ein Stipendium der Dickinson School of Law an der Pennsylvania State University. Zu Beginn des Jahres 2008 wurde sie mehrfach von den Behörden ihres Landes eingeschüchtert, nachdem sie und ihre Organisation enthüllt hatten, dass die Regierung des Präsidenten Idriss Déby auch Kindersoldaten in den tschadisch-sudanischen Krieg (innerhalb des Darfur-Konfliktes) schickte. Sie erhielt mehrfach Morddrohungen und musste in die französische Militärbasis in N’Djamena flüchten. Diese Vorgänge bewogen sie, Asyl in Frankreich zu beantragen.

## Auszeichnungen
- 2002: Martin Ennals Award von mehreren internationalen Menschenrechtsorganisationen
- 2011: Right Livelihood Award (Alternativer Nobelpreis)
- 2016: Deutsch-Französischer Preis für Menschenrechte und Rechtsstaatlichkeit der französischen und deutschen Außenministerien